# Not Afraid
«Not Afraid» (español: «No Tengo Miedo») es el primer sencillo del séptimo álbum de estudio del rapero Norteamericano Eminem, Recovery. Fue producida por Boi-1da. Debutó el 29 de abril de 2010 en la radio del rapero Shade 45. La canción entró en la lista musical Billboard Hot 100 en el número uno de la semana a partir del 22 de mayo de 2010, convirtiéndose en la canción decimosexta en la historia de Billboard en debutar en el número uno. También ganó en 2011 un Grammy a la mejor actuación de rap en solitario.

## Sobre la canción
El 27 de abril de 2010, Eminem lanzó un freestyle titulado "Despicable" sobre el sencillo "Over" de Drake y "Beamer, Benz, or Bentley" de Lloyd Banks como promoción a este sencillo.
A diferencia de los primeros sencillos de sus anteriores álbumes ("My Name Is", "The Real Slim Shady", "Without Me", "Just Lose It" y "We Made You") esta canción no incluye una temática de comedy hip hop, centrándose en letras más profundas y significativas. El mánager de Eminem, Paul Rosenberg describe a la canción como "alentadora". Eminem habla de cómo ha tratado de superar los problemas en su vida durante los últimos años, principalmente su adicción a las drogas y rehabilitación. Dice que su último disco Relapse no estaba a su altura, o a la de sus admiradores, además de afirmar que no utilizará el acento de este en el futuro, tras decir que el disco no fue tan bueno en comparación a los anteriores. Promete que nunca dejará de nuevo el rap y ahora sólo se centrará en sus hijas y la música.
La canción apareció en 24/7 (programa de boxeo) en la escena que muestra los preparativos para la pelea entre Floyd Mayweather y Shane Mosley.

## Éxito comercial
La canción vendió 380.000 descargas digitales en su primera semana, y se convirtió en la canción decimosexta en la historia del Billboard Hot 100 en debutar en el número uno. Para entonces, el último sencillo que había registrado dicho debut, había sido «3» de Britney Spears, la semana del 24 de octubre de 2009. Esto transforma a "Not Afraid" en el primer sencillo de Eminem en ingresar en el Billboard Hot 100 en la posición número 1. También es tercer número uno en Estados Unidos después de Lose Yourself y Crack a Bottle. "Not Afraid" es la segunda canción de rap en debutar en el sencillo número 1 de la lista, siendo "I'll Be Missing You" de P. Diddy el primero.

## Video musical
Un video musical fue confirmado por Eminem, y la web RapRadar. Se grabó en las calles de Newark (Nueva Jersey). Royce da 5'9" hizo un pequeño cameo en el video.
Tras su primera aparición el 27 de abril, la canción se transformó en todo un éxito en YouTube con millones de visitas alrededor del mundo.
En él se muestra a Eminem caminando desconcertado por las calles de una ciudad, mientras el mismo rapea desde un sótano. Eminem llega al borde de la ciudad y se tira, pero este empieza a volar por la ciudad hasta llegar a la cornisa de un edificio, donde estaba al principio del video.

## Lista de canciones
Sencillo digital
| N.º | Título       | Escritor(es)                                                    | Productor(es) | Duración |  |
| 1.  | «Not Afraid» | M. Mathers, M. Samuels, L. Resto, J. Evans, M. Burnett, W.Cakin | Boi-1da       | 4:10     |  |

Sencillo en CD
| N.º | Título                           | Escritor(es)                                                    | Productor(es) | Duración |  |
| 1.  | «Not Afraid» (versión editada)   | M. Mathers, M. Samuels, L. Resto, J. Evans, M. Burnett, W.Cakin | Boi-1da       | 4:14     |  |
| 2.  | «Not Afraid» (versión explícita) | M. Mathers, M. Samuels, L. Resto, J. Evans, M. Burnett, W.Cakin | Boi-1da       | 4:11     |  |

## Posición en las listas musicales
| Lista(2010)                      | Mejor posición |
| -------------------------------- | -------------- |
| Australia (ARIA)                 | 4              |
| Belgian Singles Chart (Flanders) | 13             |
| Belgian Singles Chart (Wallonia) | 14             |
| Austria (Ö3 Austria Top 75)      | 5              |
| Canadá (Canadian Hot 100)        |                |
| New Zealand (RIANZ)              | 8              |
| Norway (VG-lista)                | 3              |
| US Billboard Hot 100             | 1              |
| US Hot Rap Songs                 | 8              |